# La Cooperativa
La Cooperativa de Agricultores, Consumidores y Usuarios del Concejo de Gijón, S. COOP., más conocida como La Cooperativa, es una cooperativa asturiana que ofrece una serie de servicios tanto a sus socios (agricultores y ganaderos), como al público en general.
Fundada en Gijón en 1906, la empresa ofrece a sus socios y al público en general servicios de: supermercado, centro de jardinería, grupo de recogida de leche, servicios técnicos veterinario para grandes animales, clínica veterinaria con tienda especializada y farmacia, venta de piensos con distribución a domicilio y venta de maquinaria, entre otros.
La Cooperativa desarrolla una serie de actividades en diversos sectores de actividad a través de su grupo de empresas y que son las siguientes:Jardines y Paisajes de Asturias, S.L (JARPA), Asturian Berries, S.L, Sociedad de LLegumbres y Alternativas Rurales, S.A (SALLAR), Naves Inteligentes, S.L, Comercializadora de Enmiendas y Fertilizantes, S. A. (CEFSA) y Sociedad para la Explotación de Matadero de Gijón, S. L. (SEMAGI).